# گرث ماریوت
گرث ماریوت (انگلیسی: Gareth Marriott؛ زادهٔ ۱۴ ژوئیهٔ ۱۹۷۰) قایقران کانو اهل بریتانیا است.